# Моргун Володимир Васильович
Володи́мир Васи́льович Моргу́н (*10 березня 1938, Новоселиця) — Герой України, науковець у галузі генетики та селекції рослин, директор Інституту фізіології рослин і генетики Національної академії наук (НАН) України, президент Українського товариства фізіологів рослин, екс-президент Українського товариства генетиків і селекціонерів ім. М. І. Вавілова, лауреат Державних премій у галузі науки і техніки України, СРСР, УРСР, премії НАН України ім. В. Я. Юр'єва, премії президентів академії наук України, Білорусі і Молдови, Заслужений діяч науки і техніки України, доктор біологічних наук, професор, академік НАН України, Почесний член НААНУ. 

## Біографія
Народився 10 березня 1938 року у селі Новоселиця Чигиринського району Черкаської області. Закінчив Знам'янський сільськогосподарський технікум та агрономічний факультет Української сільськогосподарської академії. За відмінні успіхи у навчанні був удостоєний стипендії ім. В. І. Леніна. Свою наукову діяльність розпочав ще студентом. У 1964—1967 роках навчався в аспірантурі УСГА за спеціальністю «генетика». З 1974 року Володимир Васильович Моргун завідував відділом експериментального мутагенезу в Інституті молекулярної біології і генетики АН УРСР.
З 1986 року директор Інституту фізіології рослин АН УРСР, який після об'єднання з генетичними відділами Інституту молекулярної біології і генетики реорганізовано в Інститут фізіології рослин і генетики НАН України.
7 березня 2008 року Президент України Віктор Ющенко підписав указ про присвоєння Володимиру Васильовичу Моргуну звання «Герой України» з удостоєнням ордена Держави.

## Наукова діяльність
Академік В. В. Моргун — видатний вчений у галузі генетики і селекції рослин, експериментального мутагенезу, біотехнології, фізіологічної генетики.
Він уперше здійснив безвекторне перенесення низки генів від донора до реципієнта за типом генетичної трансформації, та отримав перші в Україні трансгенні рослини кукурудзи, що було пріоритетним дослідженням не лише в Україні, а й у світі. Вчений розвинув теорію індукованої мінливості та обґрунтував новий напрям генетичного поліпшення рослин — мутаційну селекцію. Володимир Васильович виконав унікальні дослідження, пов'язані з генетичною загрозою, що виникла внаслідок аварії на Чорнобильській АЕС.
Широковідомі його праці з питань теорії і методів гетерозисної селекції кукурудзи, створення нового типу напівкарликових сортів озимої пшениці, які поклали початок «зеленій революції» в Україні.
Співпраця В. В. Моргуна з науковцями багатьох країн світу, експедиції зі збору генофонду і міжнародний авторитет відкрили реальні можливості для широкої інтродукції в Україну цінної світової генетичної плазми. Створена ним колекція злаків визнана національним надбанням. Наукові праці В. В. Моргуна органічно поєднують фундаментальні дослідження з вирішенням актуальних прикладних проблем державного значення.
В. В. Моргун — автор 86 сортів і гібридів різних культур, занесених до Державного реєстру сортів рослин України. Створені ранньостиглі гібриди кукурудзи сприяли значному підвищенню валових зборів зерна в Україні та країнах СНД. Нові сорти озимої пшениці вдало поєднують високий генетичний потенціал продуктивності (100 — 124 ц/га) з хорошою якістю зерна та стійкістю до умов довкілля.
Створені ним сорти злакових культур уже протягом 26 років висіваються на полях України та країн СНД. Площа посіву цих сортів у різні роки становила від 1 до 5,5 мгн га, що є вагомим внеском у вирішення продовольчої безпеки.
В. В. Моргун розвиває новий напрям наукових досліджень — отримання в Україні врожаїв зернових понад 100 ц/га. Це нова для України філософія хліба, що дасть змогу вивести нашу державу на рівень передових країн Європи. Створений ним Клуб 100 центнерів є школою новітніх агротехнологій.
Академік В. В. Моргун — голова спеціалізованої ради із захисту дисертацій, головний редактор журналу «Физиология и биохимия культурных растений», член редколегії серії фахових біологічних журналів.
Він є членом бюро Відділення загальної біології НАН України; Міжвідомчої комісії з питань біологічної безпеки при РНБО України; Колегії Мінагрополітики; Експертної ради Державної служби з охорони прав на сорти рослин; заступником голови секції Комітету з Державних премій України.
Академік В. В. Моргун — почесний професор Національного аграрного університету та Подільського державного аграрно-технічного університету, почесний доктор Ужгородського національного університету, почесний академік Угорської академії наук.
В. В. Моргун автор понад 460 наукових публікацій, 102 авторських свідоцтв і патентів. Він є головним редактором серії фундаментальних наукових праць, засновником широковідомої наукової школи з експериментального мутагенезу та теоретичних основ селекції рослин. Серед його учнів 6 докторів і 14 кандидатів наук.

## Нагороди
- Володимира Васильовича нагороджено орденами Знак Пошани, Жовтневої революції, Князя Ярослава Мудрого V ступеня, Почесною грамотою Кабінету Міністрів України, нагрудним «Знаком Пошани», почесними грамотами Президента НАН України, багатьма медалями і дипломами.
- В. В. Моргуну присвоєно звання «Лідер України», «Лідер агропромислового комплексу».
- Радою Американського бібліографічного інституту міжнародних досліджень (ABI)  [Архівовано 11 липня 2017 у Wayback Machine.] його визнано «Людиною року 1997».
- Золота медаль імені В. І. Вернадського Національної академії наук України[2]